# Hans Hansen (saut à ski)
Pour les articles homonymes, voir Hans Hansen (homonymie) et Hansen.
Hans Hansen, né en 1890 et mort en 1977, est un skieur américain, spécialisé dans les disciplines nordiques.

## Biographie
La famille d'Hans Hansen émigre aux États-Unis lorsqu'il a 5 ans. Hans Hansen débute le saut à ski à Minneapolis sur le Chute's Pasture puis sur le Keegans Lake Jump dans le Theodore Wirth Park (en),. Il débute les compétitions en tant qu'amateur en 1908. Il participe à de nombreuses compétitions à travers les États-Unis et le Canada.
Lors du printemps 1919, Karl Hovelsen entraîne Hans Hansen. En 1921, sur le Tremplin Nels Nelsen de Revelstoke, Hans Hansen réalise un saut à 71,5 m,. Il chute à la réception, se brise la clavicule et ce saut qui aurait été le record du monde de saut à ski n'est pas validé,. Lors du même concours, Henry Hall saute à 70 m,. Henry Hall aurait chuté après la réception du saut mais malgré tout le record est validé. L'année suivante, Hans Hansen saute à 67 m lors du concours sur le Tremplin Nels Nelsen. Cela aurait également été le record du monde sans le record controversé d'Henry Hall.
En 1924, Hans Hansen est sélectionné par le comité olympique américain avec Anders Haugen et Ragnar Omtvedt pour les Jeux olympiques d'hiver de 1924. Cependant, ces trois athlètes ont été professionnels et leurs participations est remise en cause par le comité olympique suédois. Anders Haugen et Ragnar Omtvedt décident malgré tout de se rendre à Chamonix. Hans Hansen déclare forfait. Finalement, Anders Haugen et Ragnar Omtvedt peuvent participer car le terme « professionnel » désigne une catégorie aux États-Unis mais les athlètes n'ont perçu aucune rémunération. La charte olympique n'était donc pas violée par ces trois athlètes. Hans Hansen aurait donc pu participer à cette édition des Jeux olympiques.
Dans les années 1930, il décide de faire des figures comme des saltos sur les tremplins. En 1937, il finit à l'hôpital après un saut raté. Au cours de sa carrière, il se serait brisé plusieurs fois des épaules cassées, une douzaine d'entorses à la cheville, une douzaine d'entorses au poignet et une douzaine d'entorses au dos, entre autres blessures légères. Hansen effectue son dernier saut à ski en 1942, mais il continue à faire du ski alpin et à juger de nombreux tournois.
Hans Hansen se marie avec Ida, une femme d'origine suédoise. Le couple a trois enfants et douze petits-enfants.